# Heinz G. Lück
Heinz Gerhard Lück (* 28. August 1929 in Ostpreußen; † 28. Oktober 2017 in Hamburg) war ein deutscher Schauspieler, Regisseur und Dozent / Professor.

## Leben
Lück hatte Theaterengagements in Baden-Baden, Bern, am Thalia Theater Hamburg, im Deutschen Schauspielhaus Hamburg, bei den Kammerspielen in München und der Volksbühne Berlin. Außerdem wirkte er in etwa 100 Film- und Fernsehproduktionen mit. Eine einprägsame Rolle war die des spießigen Fabrikanten Herbert Reibold in der Fernsehserie Diese Drombuschs.
Heinz G. Lück lebte in Hamburg und unterrichtete an der Freien Schauspielschule Hamburg und am Institut für Schauspiel, Drama und Film (ISDF).

## Filmografie (Auswahl)
- 1966–1970: Polizeifunk ruft
- 1968: Drei Frauen im Haus
- 1971: Hamburg Transit
- 1974: John Glückstadt
- 1974: Motiv Liebe – Der Mann ihres Lebens
- 1975: Preußens Justitia
- 1976: PS – Geschichten ums Auto (Folge 8: Die Schuldfrage)
- 1976: Menschenfresser
- 1979: St. Pauli-Landungsbrücken (Fernsehserie, Staffel 1, Folge 2: Begegnung)
- 1985–1994: Diese Drombuschs
- 1987: Das Erbe der Guldenburgs
- 1993: Die Männer vom K3
- 1995: Nur der Sieg zählt
- 1999: Zwei Asse und ein König
- 1999: Warten ist der Tod
- 2000: Blondine sucht Millionär fürs Leben
- 2001: Tatort – Exil!
- 2001: Tatort – Hasard!
- 2002: Der Stellvertreter (Amen.)
- 2003: Der Fürst und das Mädchen
- 2003: Adelheid und ihre Mörder
- 2003: Liebe Schwester
- 2004: Die Kirschenkönigin
- 2006: Willkommen in Lüsgraf
- 2006: Commissario Laurenti – Gib jedem seinen eigenen Tod
- 2007: Tatort – Sterben für die Erben
- 2007: Lindenstraße Folge 1139
- 2008: Was wenn der Tod uns scheidet?
- 2010: In aller Freundschaft – Generationswechsel